# 峻瀅

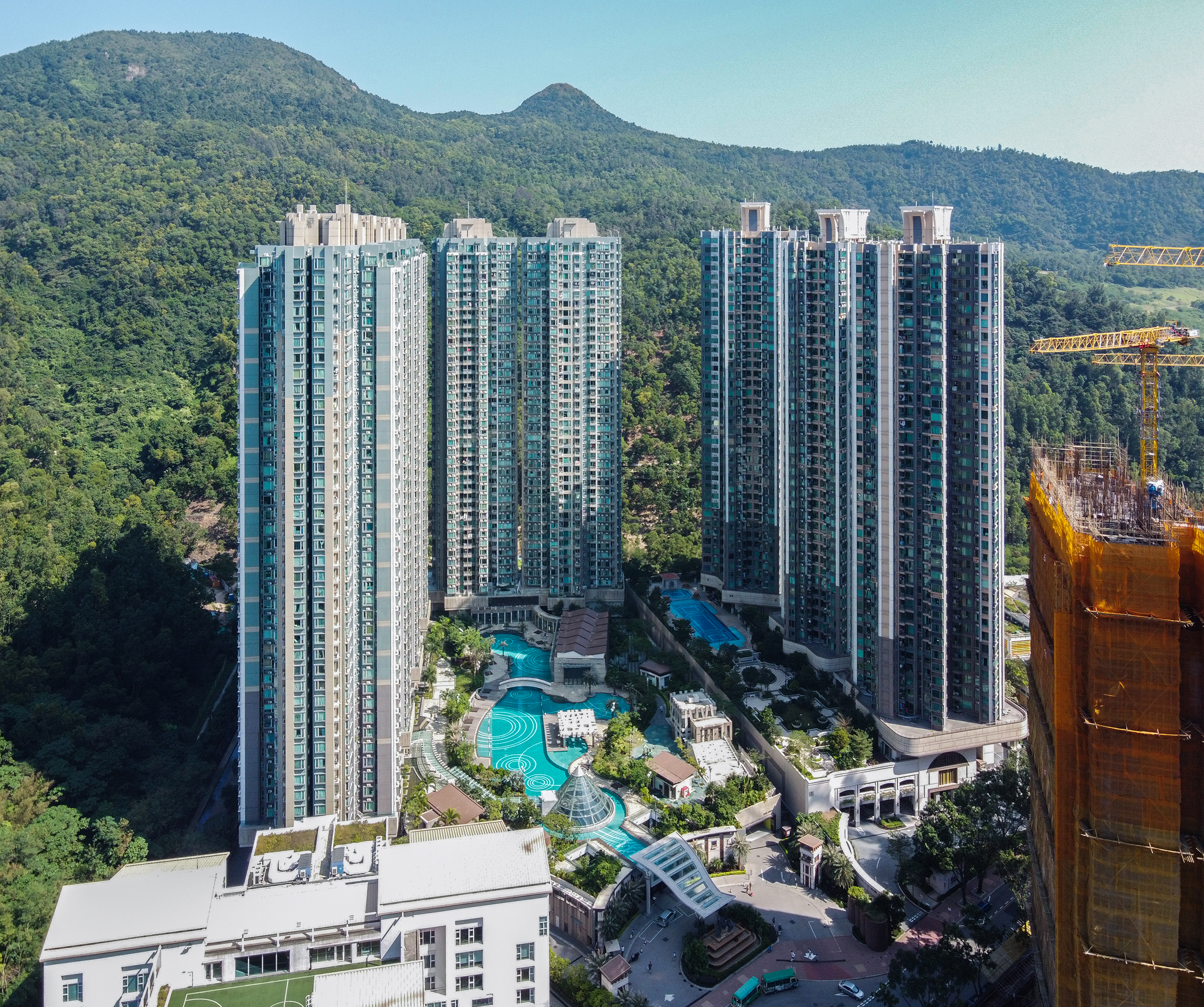
峻瀅及峻瀅II

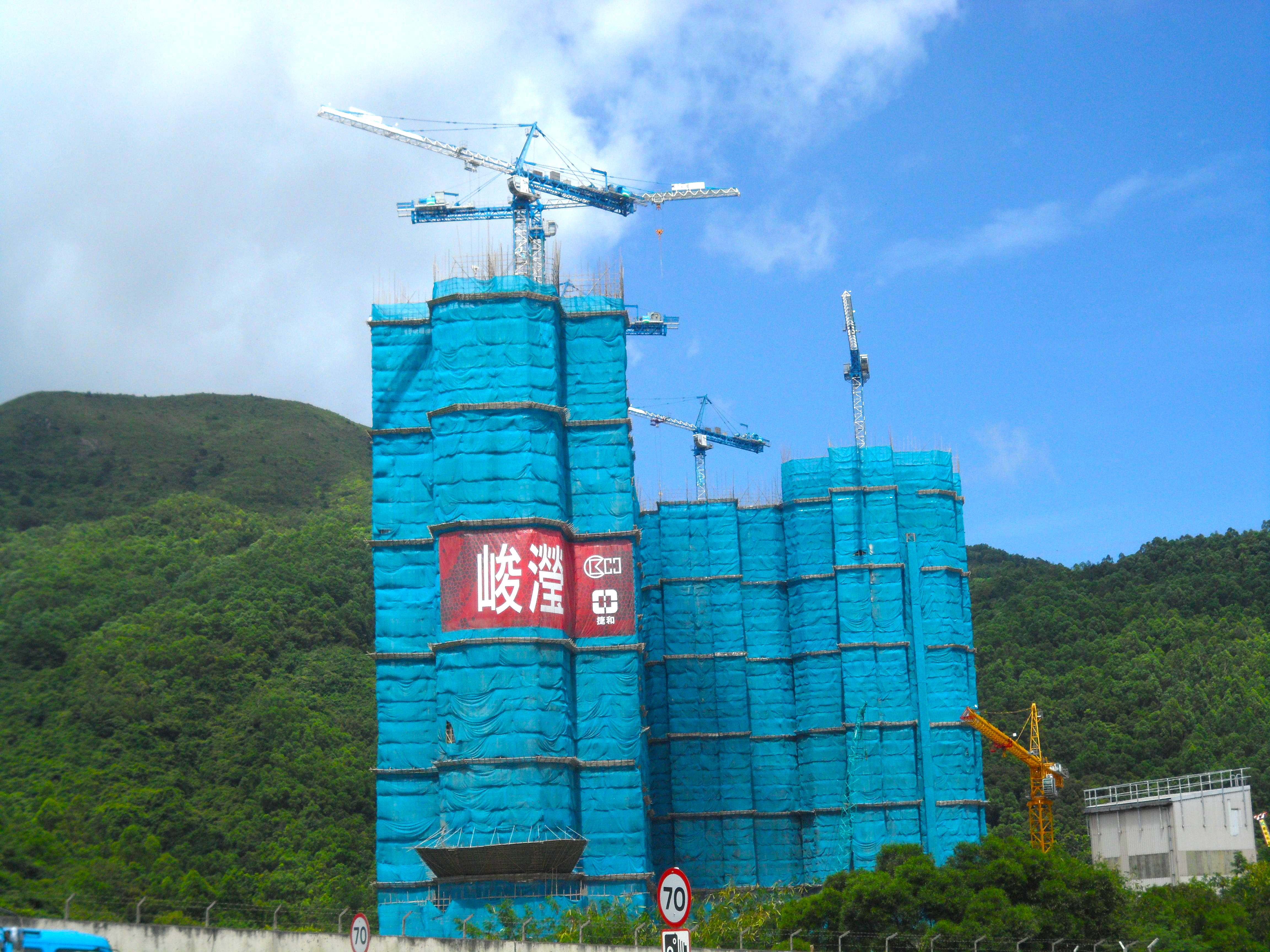
興建中的峻瀅（2012年6月）

峻瀅（英語：The Beaumount），是一個位於香港新界西貢區石角路8號的大型私人住宅項目，獨立項目，不屬日出康城屋苑範圍，前身為捷和神鋼鋼鐵廠和更早的小赤沙村。約10多分鐘路程可到達港鐵康城站，物業鄰近日出康城、思貝禮國際學校及清水灣郊野公園。項目由長江實業及捷和集團合同發展，共分為2期落成，分別為峻瀅（英語：The Beaumount）及峻瀅II（英語：The Beaumount II）。

## 住宅
峻瀅位處日出康城與清水灣郊野公園之間，由9座45層高的住宅大樓組成。其中第1期包括6座大廈，呈L形排列，提供1,777伙住宅；第2期包括3座大廈，一字型排開，提供872伙住宅。項目正中間為兩期的私人會所及園林花園。

### 單位戶型
峻瀅單位戶型多元化，單位面積介乎500至1,000平方呎，主要為三房連套房設計，亦提供少量兩房單位，設平台花園特色戶及頂層雙連附空中花園特色戶，戶戶設觀景露台。而第2期每個住宅單位更設兩個露台。

### 景觀
項目鄰近清水灣郊野公園及將軍澳海灣，屋苑背山面海，向北及向東的單位可享清水灣郊野公園綠色景致；向南及向西單位外望日出康城、將軍澳海灣及藍塘海峽。單位以特大玻璃設計將室外景致融入室內。

## 會所設施
峻瀅自設大型私人會所，位於物業1樓，面積超過15萬平方呎，提供逾50項設施，以泰國海濱渡假村為設計藍本，將日光與水景元素融入室內。值得一提的是，峻瀅戶外泳池長達125米，是全港最長的私人住宅會所泳池。不過會所只限第一期住客享用。

### 設施一覽
峻瀅私人會所分為7大專區，提供50項設施：
- 藍寶石水世界：蕾蒙湖日光泳池、冰藍燈影恆溫泳池、活力童心池、日光晒台
- 豪華宴樂國：凡爾賽讌樂殿、貴族廂座、美饌天地、私人派對池
- 型美動感地帶：戶外瑜伽坊、舒緩伸展站、樂韻健美場、健與美工房、拳王世界、至fit天下、重量級型地、迷你bar/自助冰室、花園漫步徑
- 優閒品味天地：歡樂自助吧、悠閒廂座、歌王世界、熱唱卡拉OK、波爾多紅酒閣、尊尚飛鏢區、藝粹廊、雪茄房、名士桌球社、娛樂牌棋匯、沙龍攝影會、茶藝館、IT資訊社、藝術教室、潮型文庫、廚藝興趣坊
- 純美依人坊：塑妍顧問有限公司 : 香薰推油、面部護理、手部護理、經絡磁療、減肥瘦身、水療、特效淋巴排毒
- 極品影音匯：3D數碼影院、音樂交響池、組Band工房、琴韻經典、Hi-fi同盟
- 明星寵物園：寵兒美容天地、寵物親水池、貓咪活動區、活力寵樂園、訓練草坪
- 童遊大本營：反斗童樂場、寶貝樂園、小寶寶知識庫、動感電玩家、趣智漫畫廊、天才繪畫室、戶外訓練營、家庭燒烤園、小領袖廣場、夢想廣場、乒乓競技場、互動遊戲世界

## 爭議
環保團體環保觸覺在2012年發現，參觀示範單位時，被經紀要求先付15萬元定金，才可獲得售樓書，示範單位將兩間睡房的間格牆拆除，樓書亦未顯示厭惡設施。惟當時《一手住宅物業銷售條例草案》尚未通過，並無觸犯法例。

## 鄰近
- 海茵莊園
- 環保大道
- 日出康城
- 峻瀅II
- THE LOHAS（大型商場）

## 外部連結
- 峻瀅II銷售網站 （页面存档备份，存于）
- 家在將軍澳討論區 （页面存档备份，存于）